# 117586 Twilatho
117586 Twilatho este un asteroid din centura principală de asteroizi.

## Descriere
117586 Twilatho este un asteroid din centura principală de asteroizi. A fost descoperit pe 3 martie 2005 la Observatorul Jarnac din Vail-Jarnac. Asteroidul prezintă o orbită caracterizată de o semiaxă mare de 3,06 ua, o excentricitate de 0,09 și o înclinație de 8,1° în raport cu ecliptica.